# حزب اسلامی ترکستان در سوریه
حزب اسلامی ترکستان در سوریه (TIP)، یک گروه جهادگرای اویغور حاضر در جنگ داخلی سوریه است. مقر اصلی این حزب در پاکستان و افغانستان می‌باشد. این حزب با هیئت تحریر شام (جبهه النصره سابق) پیمان همکاری، بسته است و در چین نیز به نام حزب اسلامی ترکستان فعالیت می‌کند.